# Il morso della reclusa
Il morso della reclusa (Quand sort la recluse) è un romanzo poliziesco del 2017 della scrittrice francese Fred Vargas, il nono con protagonista il personaggio del commissario Jean-Baptiste Adamsberg e la squadra del commissariato del XIII arrondissement di Parigi.
Il romanzo è stato pubblicato per la prima volta in Francia nel 2017 dall'editore Groupe Flammarion tradotto e pubblicato in Italia nel 2018, da Giulio Einaudi Editore.

## Trama
Il commissario Adamsberg, dopo le vicende narrate nel precedente romanzo Tempi glaciali è ancora in Islanda, sull'isola di Grímsey, ma viene richiamato dal suo vice Adrien Danglard per un caso spinoso. Adamsberg risolve rapidamente il caso ma nota che Voisenet, uno dei suoi uomini, sta seguendo la cronaca di una serie di decessi apparentemente accidentali dovuti al morso di ragno violino. Il morso di questo ragno è raramente mortale, ma i tre morti sono ultraottantenni, ragion per cui l'autorità giudiziaria non ha intrapreso alcuna indagine. Adamsberg però, sostenuto da una piccola parte della squadra e osteggiato con particolare ostinazione da Danglard, decide di indagare in autonomia, senza l'assenso dei superiori.
Le indagini lo portano a scoprire che tutti i decessi sono collegati a un gruppo di ragazzini che negli anni '40 erano stati ospitati in un orfanotrofio vicino a Nîmes. Il gruppo si era reso colpevole di numerosi atti di bullismo, in particolar modo tramite l'utilizzo di ragni violino; alcuni dei ragazzini morsicati avevano subito danni seri, quali l'amputazione di arti o l'impotenza permanente. In seguito, lo stesso gruppo si era dedicato agli stupri, anche su minori. Però sia la pista legata alle vittime dei morsi di ragno sia quella legata alle vittime di violenza, da principio promettenti, risultano infondate.
Durante le indagini i restanti membri della banda muoiono per loxoscelismo nonostante fossero sotto protezione, senza che sia possibile ricostruire nemmeno la dinamica delle aggressioni. Adamsberg è ossessionato dalle assonanze fra il nome del ragno (in francese recluse brune), la pratica religiosa della reclusione, a cui aveva assistito da bambino in una forma estrema e sconvolgente, e un caso di sequestro di persona e sfruttamento sessuale minorile nel quale il gruppo era stato coinvolto. Seguendo il filo di questi "protopensieri" riesce a collegare tutti gli elementi, solo apparentemente separati, e a trovare la colpevole degli omicidi, una delle bambine stuprate ripetutamente dai ragazzi dell'orfanotrofio che, sotto falso nome, aveva affiancato Adamsberg durante l'indagine.

## Personaggi
Jean-Baptiste Adamsbergil protagonista del romanzo, commissario di polizia di mezza età, molto abile ma spesso incapace di spiegare il filo delle sue intuizioni e dei suoi ragionamenti, cosa che sconcerta la sua squadra e causa continue incomprensioni.
Adrien Danglardvice-commissario, amico e alleato storico di Adamsberg nonostante le profonde differenze di carattere e di visione del mondo. Già nel romanzo precedente la loro solida intesa si era incrinata a causa dei continui vagabondaggi di Adamsberg; in questo romanzo la frattura si allarga quando Danglard cerca di ostacolare attivamente le indagini perché teme che il cognato possa essere coinvolto.
Voisenetesperto di ittiologia, è il primo a seguire il caso delle morti sospette; è uno dei pochi che rimangono a fianco del commissario nel gruppo ristretto che indaga sotto traccia quando la squadra si divide.
Louis Veyrenc de Bilhcamico di infanzia di Adamsberg, proveniente come lui dai Pirenei, in questo romanzo si sostituisce a Danglard come confidente e supporto di Adamsberg, svolgendo spesso una funzione maieutica nei confronti delle intuizioni confuse del commissario.
Violette Retancourtagente estremamente efficiente e affidabile, normalmente scettica nei confronti dei presagi informi di Adamsberg, in questo romanzo si astiene da qualunque critica e affianca il commissario senza obiezioni, come ringraziamento per l'aiuto che Adamsberg ha dato alla sua collega e amica Froissy in un caso molto delicato di stalking e molestie sessuali.
Hélène Froissytenente specializzata in sicurezza informatica e gourmet, affianca da subito l'indagine di Adamsberg, prima come pretesto per sottrarsi alle molestie sessuali del vicino di casa e in seguito per reale convinzione.
Mathias Delamarrearcheologo co-protagonista della serie dei I tre evangelisti, aiuta Adamsberg nella ricerca delle tracce della donna reclusa che Adamsberg aveva visto da bambino e che si rivelerà poi essere la responsabile degli omicidi; ha una breve relazione con Retancourt.
Irène Royer-Torraillesdonna anziana amante degli animali, incontra il commissario mentre questi sta andando a interrogare un celebre aracnologo. Si fa raccontare la vicenda delle morti sospette, che comunque è nota nei forum sul web, e indirizza Adamsberg verso l'orfanotrofio. Per tutta l'indagine agisce come sua consigliera, in parte per la sua conoscenza dei ragni, in parte perché ospita una delle possibili sospettate. Adamsberg alla fine scopre che è una delle due bambine sequestrate e violentate per anni dal gruppo dell'orfanotrofio, nonché la reclusa che lui aveva visto da bambino e la responsabile degli omicidi.